# Scurrula parasitica
Scurrula parasitica är en tvåhjärtbladig växtart som beskrevs av Carl von Linné. Scurrula parasitica ingår i släktet Scurrula och familjen Loranthaceae.

## Underarter
Arten delas in i följande underarter:
- S. p. graciliflora
- S. p. laevigata